# Lista dos congressistas signatários da Declaração da Independência dos Estados Unidos

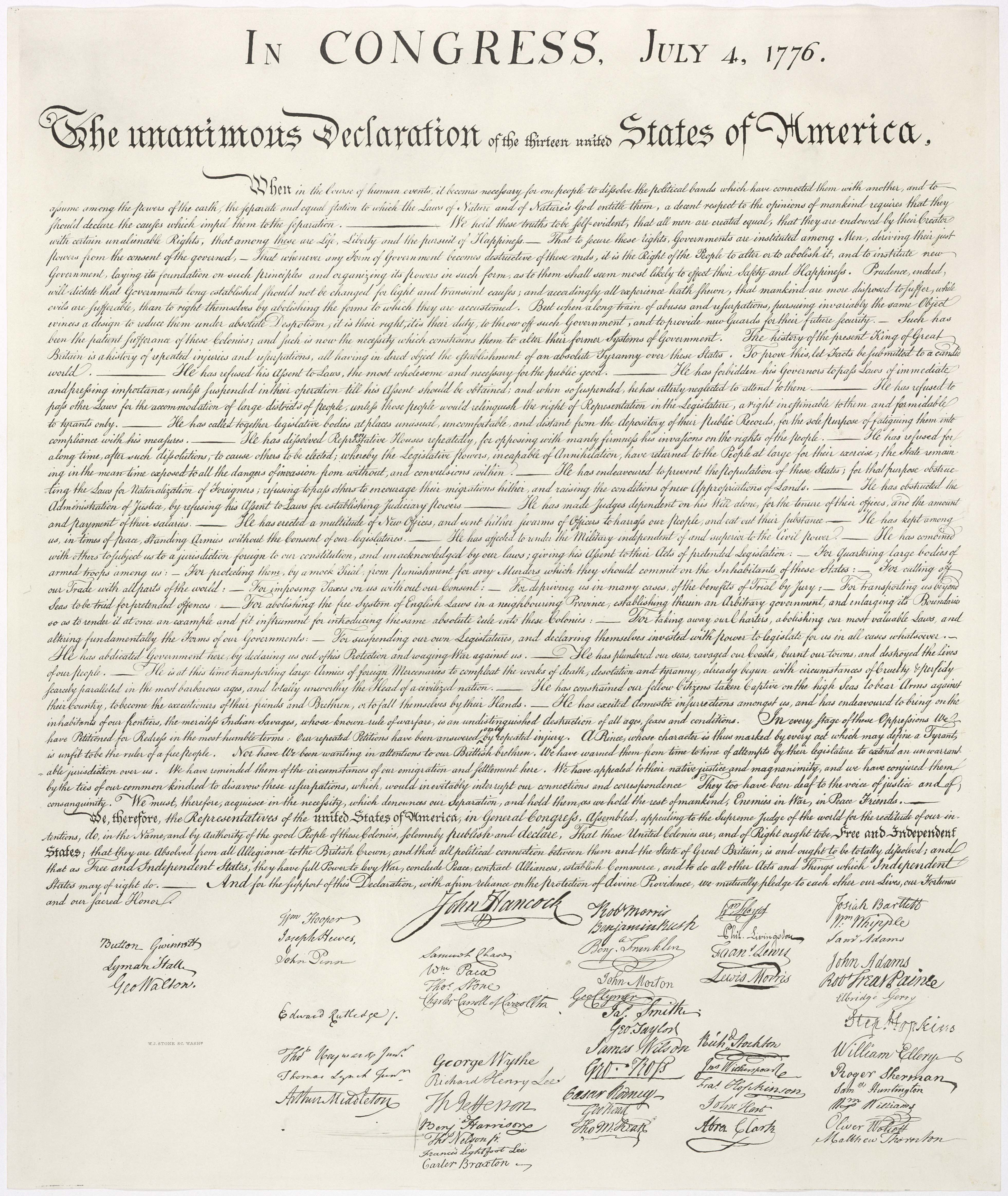
Declaração da Independência dos Estados Unidos

Nesta lista estão relacionados os cinquenta e seis delegados de treze estados, signatários da Declaração da Independência dos Estados Unidos. Os congressistas estão agrupados por estado de origem.
| Presidente do Congresso Continental 1. John Hancock (Massachusetts) New Hampshire 2. Josiah Bartlett 3. William Whipple 4. Matthew Thornton Massachusetts 5. Samuel Adams 6. John Adams 7. Robert Treat Paine 8. Elbridge Gerry Rhode Island 9. Stephen Hopkins 10. William Ellery Connecticut 11. Roger Sherman 12. Samuel Huntington 13. William Williams 14. Oliver Wolcott New York 15. William Floyd 16. Philip Livingston 17. Francis Lewis 18. Lewis Morris | New Jersey 19. Richard Stockton 20. John Witherspoon 21. Francis Hopkinson 22. John Hart 23. Abraham Clark Pennsylvania 24. Robert Morris 25. Benjamin Rush 26. Benjamin Franklin 27. John Morton 28. George Clymer 29. James Smith 30. George Taylor 31. James Wilson 32. George Ross Delaware 33. George Read 34. Caesar Rodney 35. Thomas McKean Maryland 36. Samuel Chase 37. William Paca 38. Thomas Stone 39. Charles Carroll of Carrollton | Virginia 40. George Wythe 41. Richard Henry Lee 42. Thomas Jefferson 43. Benjamin Harrison 44. Thomas Nelson, Jr. 45. Francis Lightfoot Lee 46. Carter Braxton North Carolina 47. William Hooper 48. Joseph Hewes 49. John Penn South Carolina 50. Edward Rutledge 51. Thomas Heyward, Jr. 52. Thomas Lynch, Jr. 53. Arthur Middleton Georgia 54. Button Gwinnett 55. Lyman Hall 56. George Walton |